# 국제 화학 식별자
국제 화학 식별자(영어: International Chemical Identifier, InChI)는 IUPAC에서 분자 정보를 인코드하는 표준적인 방법을 제공하고 데이터베이스 및 웹에서 이러한 정보를 쉽게 검색할 수 있도록 설계된 화학 물질에 대한 텍스트 식별자이다. 2000년부터 2005년까지 IUPAC(국제 순수·응용 화학 연합)와 NIST(미국 국립표준기술연구소)에서 처음으로 개발한 포맷과 알고리즘은 비독점적이다.

## 소프트웨어
| 소프트웨어 및 버전           | 날짜        | 라이선스                                           |
| ---------------------------- | ----------- | -------------------------------------------------- |
| InChI v. 1                   | 2005년 4월  |                                                    |
| InChI v. 1.01                | 2006년 8월  |                                                    |
| InChI v. 1.02beta            | 2007년 9월  | LGPL 2.1                                           |
| InChI v. 1.02                | 2009년 1월  | LGPL 2.1                                           |
| InChI v. 1.03                | 2010년 6월  | LGPL 2.1                                           |
| InChI v. 1.03 소스 코드 문서 | 2011년 3월  |                                                    |
| InChI v. 1.04                | 2011년 9월  | IUPAC/InChI Trust InChI Licence 1.0                |
| InChI v. 1.05                | 2017년 1월  | IUPAC/InChI Trust InChI Licence 1.0                |
| RInChI v. 1.00               | 2017년 3월  | IUPAC/InChI Trust InChI Licence 1.0, and BSD-style |
| InChI v. 1.06                | 2020년 12월 | IUPAC/InChI Trust InChI Licence 1.0                |

## 같이 보기
- 화학 데이터베이스